# Гідроніми села Могильне
Село Могильне розляглося на схилах глибокої балки, яка пронизана цілющими джерелами. Таких джерел на території села близько 100 і вони утворюють струмочки, які стікають у річку Могилянку, на якій розташовується 19 ставків. Річка отримала назву від місця витоку. За легендою, вона бере початок із джерела, яке почало бити  із могили в урочищі Ясен.
Річка Могилянка протікає глибокою балкою в якій розташувалося село Могильне. На цій річці утворилося 15 ставків.

## Ставки
- Ясенський ставок розташований в урочищі Ясен, тому носить його назву.
- Зимувальник — названий так, через те, що за часів існування радгоспу «Промінь» якому він належав, до нього звозили зимувати рибу. Назва збереглася до сьогодні.
- Костопавлівський ставок — названий на честь його копачів Костянтина та Павла.
- Директорський ставок — був викопаний біля маєтку барона Гінсбургера, який був власником (директором) цукрового заводу.
- Савранський ставок — носить назву прізвища братів Павла і Семена Савранських, які в своєму городі біля річки викопали його.
- Устянський ставок — викопаний у долині гарної дівчини Усті її коханим.
- Пилорамський ставок — викопаний робітниками радгоспу «Промінь» біля пилорами, звідси і назва.
- Казарманський ставок — названий так, через те, що він розташований біля казарм, які були побудовані для приїжджих працівників цукрового заводу.
- Всі ці ставки зливалися в один ставок, який мав форму штанів, тому він має таку незвичайну назву — Штани.
- Дєтдомовський ставок — був викопаний біля дитячого будинку в революційні роки, він мілкий, щоб діти- сироти купалися.
- У 50-х роках коли було збудовано Нову греблю ставки, які розташовувалися за нею носять назву порядкових числівників: Перший, Другий, Третій, Четвертий, П'ятий.
- Садовий ставок — має таку назву, тому, що викопаний у колгоспному саду, за радянських часів.
- Попівський ставок — утворений джерелами у попівському яру, який належав місцевому священнику.